# رودریگو والنته
رودریگو والنته (انگلیسی: Rodrigo Valente؛ زادهٔ ۱۵ فوریهٔ ۲۰۰۱) بازیکن فوتبال است.
وی همچنین در تیم‌های ملی فوتبال زیر ۱۶ سال پرتغال، زیر ۱۷ سال پرتغال، زیر ۱۸ سال پرتغال، و زیر ۱۹ سال پرتغال بازی کرده‌است.

## دوران حرفه‌ای
او اولین بازی خود را در سگوندا لیگا برای پورتو B در ۱۱ اوت ۲۰۱۹ در بازی مقابل اسپورتینگ کوویلیا انجام داد.
در ۱ سپتامبر ۲۰۲۱، او به اشتوریل پرایا پیوست.